# Michele Maluta
Michele Maluta (Padova, 31 agosto 1868 – Gardone, 12 ottobre 1943) è stato un imprenditore e dirigente sportivo italiano, presidente del Calcio Padova dal 1921 al 1923.

## Biografia
Il commendator Maluta è il primo commerciante a prendere le redini dell'Associazione Calcio Padova. Lo fa in uno dei momenti più felici della storia biancoscudati. Il suo maggiore risultato è un terzo posto nel neonato campionato di Prima Divisione, ottenuto alle finali (vinte poi dal Genoa) conquistate grazie alla vittoria della Divisione nord del torneo nazionale. Durante i suoi anni di presidenza la struttura societaria prende corpo, tanto da potere contare già su una ventina di soci-consiglieri, tra cui ex presidenti padovani.

## Fonti
- Biancoscudo, cent'anni di Calcio Padova, a cura di Massimo Candotti e Carlo Della Mea (contributi di Paolo Donà, Gabriele Fusar Poli, Andrea Pistore, Marco Lorenzi e Massimo Zilio), EditVallardi 2009.